# Penžinská zátoka
Penžinská zátoka (rusky Пенжинская губа) je vnitřní zátoka Šelichovova zálivu Ochotského moře na ruském Dálném východě.

## Geografie
Penžinská zátoka leží mezi poloostrovem Tajgonos na západě a Kamčatkou na východě. Do pevniny vniká v délce 306 km, průměrná šířka je 65 km, hloubka až 63 m. Výška přílivu je 12,9 m, což je největší příliv v celém Tichém oceánu.
Koncem října zátoka zamrzá a rozmrzá v dubnu.
Do zátoky ústí řeka Penžina.

## Přílivová elektrárna Penžinskaja
Již v dobách SSSR byl vypracován projekt na výstavbu nejvýkonnější elektrárny na světě s výkonem 87 GW, což by umožnilo vyrobit až 430 miliard kWh ročně. Náklady na vybudování elektrárny jsou odhadovány na 260 miliard dolarů. Projekt je proto neustále odkládán.